# Z: The Beginning of Everything
Z: The Beginning of Everything ist eine US-amerikanische Fernsehserie, die sich in teils fiktionalisierter Form dem Leben von Zelda Sayre und insbesondere ihrer Beziehung zu F. Scott Fitzgerald widmet.
Sie basiert auf dem Buch Z: A Novel of Zelda Fitzgerald von Therese Anne Fowler, die die Serie auch produziert. Die Serie wurde von Dawn Prestwich und Nicole Yorkin für die Amazon Studios umgesetzt. Die Hauptrolle der Zelda Sayre übernahm Christina Ricci. F. Scott Fitzgerald wird seit der zweiten Folge von David Hoflin verkörpert. In der Pilotfolge wurde die Rolle des Schriftstellers noch von Gavin Stenhouse übernommen. 

## Handlung
Die junge Zelda Sayre lernt im Alter von 18 Jahren bei einem Tanzabend den aufstrebenden Schriftsteller F. Scott Fitzgerald kennen. Gegen den Widerstand ihres als Richter tätigen Vaters, der in der Schriftstellerei eine brotlose Kunst sieht, hält Zelda an der Beziehung fest. 1919 verlobt sich das Paar. Im April 1920 schließen Zelda und Scott Fitzgerald in einer schmucklosen Zeremonie in New York die Ehe. Diese wird schnell durch Scotts Alkoholismus und Jähzorn belastet.

## Besetzung und Synchronisation
Für das Dialogbuch zeichneten Samira Jakobs und Angela Ringer verantwortlich. Die Dialogregie übernahm Gerd Naumann für die Synchronfirma Interopa Film, Berlin.
| Rolle                   | Schauspieler           | Synchronsprecher     |
| ----------------------- | ---------------------- | -------------------- |
| Zelda Sayre Fitzgerald  | Christina Ricci        | Sonja Spuhl          |
| F. Scott Fitzgerald     | David Hoflin           | Alexander Doering    |
| Minnie Sayre            | Kristine Nielsen       | Sonja Deutsch        |
| Richter Anthony Sayre   | David Strathairn       | Christian Rode       |
| Max Perkins             | Jim True-Frost         | Bernd Vollbrecht     |
| Townsend Martin         | Corey Cott             | Martin Sabel         |
| Tallulah Bankhead       | Christina Bennett Lind | Nicole Hannak        |
| Eugenia Bankhead        | Natalie Knepp          | Luisa Wietzorek      |
| ‚Tilde‘ Sayre Palmer    | Holly Curran           | Melanie Isakowitz    |
| ‚Tootsie‘ Sayre Smith   | Jamie Anne Allman      | Bianca Krahl         |
| Eleanor Browder         | Sarah Schenkkan        | Franciska Friede     |
| Ludlow Fowler           | Jordan Dean            | Thomas Schmuckert    |
| Livye Hart              | Maya Kazan             | Marieke Oeffinger    |
| Edmund Wilson           | Joel Brady             | Sven Gerhardt        |
| Edna St. Vincent Millay | Lucy Walters           | Sandrine Mittelstädt |
| Harold Ober             | Matt Malloy            | Kaspar Eichel        |
| Anne Ober               | Talia Balsam           | Katharina Koschny    |

## Episodenliste
| Nr. | Deutscher Titel        | Originaltitel                             | Erstveröffentlichung USA | Deutschsprachige Erstveröffentlichung (D/A/CH) | Regie             | Drehbuch                             |
| --- | ---------------------- | ----------------------------------------- | ------------------------ | ---------------------------------------------- | ----------------- | ------------------------------------ |
| 1   | Der Anfang von allem   | Pilot                                     | 6. Nov. 2015             | 3. März 2017                                   | Tim Blake Nelson  | Dawn Prestwich, Nicole Yorkin        |
| 2   | Nur Menschen           | Just Humans                               | 27. Jan. 2017            | 3. März 2017                                   | Mike Barker       | Dawn Prestwich, Nicole Yorkin        |
| 3   | Diesseits vom Paradies | The Right Side of Paradise                | 27. Jan. 2017            | 3. März 2017                                   | Mike Barker       | Lydia Woodward                       |
| 4   | Du, ich und wir        | You, Me and Us                            | 27. Jan. 2017            | 3. März 2017                                   | Neasa Hardiman    | Ian Deitchman, Kristin Rusk Robinson |
| 5   | Das It-Girl            | The It Girl                               | 27. Jan. 2017            | 3. März 2017                                   | Neasa Hardiman    | Kit Steinkellner                     |
| 6   | Kamera ab!             | Lights! Camera! Fitzgerald!               | 27. Jan. 2017            | 3. März 2017                                   | Minkie Spiro      | Marcus Gardley                       |
| 7   | Die Abrechnung         | Where There Are Friends, There Are Riches | 27. Jan. 2017            | 3. März 2017                                   | Minkie Spiro      | Doug Dorst                           |
| 8   | Ein Rückzugsort        | Playing House                             | 27. Jan. 2017            | 3. März 2017                                   | Wash Westmoreland | Ian Deitchman, Kristin Rusk Robinson |
| 9   | Treibsand              | Quicksand                                 | 27. Jan. 2017            | 3. März 2017                                   | Wash Westmoreland | Lydia Woodward                       |
| 10  | Die Rückkehr           | Best of All                               | 27. Jan. 2017            | 3. März 2017                                   | Mike Barker       | Dawn Prestwich, Nicole Yorkin        |

## Kritiken
Die Mehrzahl der US-amerikanischen Kritiker urteilte positiv über die Serie. Bei Metacritic hält die erste Staffel einen Metascore von 61/100 basierend auf 17 Rezensionen. Laut Rotten Tomatoes fielen 68 % der Kritiken positiv aus, wobei die Durchschnittswertung bei 6,46/10 lag.
Der Deutschlandfunk sah in der Serie ein „flirrendes Porträt einer bemerkenswerten Frau“. Christina Ricci zeige, „warum Männer nicht immer die besseren Protagonisten sind“. Die Serie habe dennoch ihre Schwächen; einige Dialoge seien „seifenoperhaft“ und die komplexen Figuren „mitunter eindimensional“ gezeichnet. David Hoflin wirke als F. Scott Fitzgerald neben der Hauptdarstellerin „blass“.
Sehr kritisch äußerte sich Ann-Kristin Tlusty in ihrer Kritik für die Zeit. Die Serie erliege wie schon die Buchvorlage „dem pompösen Glanz eines Kostümschinkens“ und arbeite lediglich „gewissenhaft“ die Fakten von Zelda Fitzgeralds Leben ab. Über die Wünsche und das Innenleben der Hauptfigur erfahre der Zuschauer hingegen nichts. Für „Fans enttäuschend“ sei insbesondere die „eindimensionale Darstellung eines der einflussreichsten Schriftstellers des 20. Jahrhunderts als cholerischer Trinker“ und das obwohl das Schauspiel David Hoflins „durchaus facettenreich“ sei.
Ein ähnliches Urteil fällte Markus Ehrenberg im Tagesspiegel. Die Serie bediene letztlich „doch wieder männliche Referenz- und Erwartungsrahmen“ und schweige sich über das Innenleben der Protagonistin weitestgehend aus. Positiv sah Ehrenberg hingegen, dass „an der Legende F. Scott Fitzgerald […] gekratzt“ wird.